# 政治关系
政治关系是民众在社会生活中，基于有特定的利益要求而形成的以政治强制力量和权力分配为特征的社会关系。政治关系包括利益关系、政治权力关系和政治权利关系。